# 不完全核爆発
不完全核爆発（ふかんぜんかくばくはつ fizzle）とは、核兵器本来の爆発力が発揮されない形の核爆発。未熟核爆発、過早核爆発（pre-detonation）もしくは早期爆発、早発とも言う。典型的にはプルトニウムを使用した爆縮型の核爆発装置での未熟な技術レベルで起こることが多いと考えられている。
核兵器は精密機械であり、適正量の正確に整形された核物質や中性子反射材、均質な火薬などの全てを正しい位置に配置して、まったく問題が生じないように設置する必要がある。もしも核弾頭が爆縮型の場合は少なくとも爆縮レンズの火薬を1000分の1秒以下の誤差で同時に点火し、均等にプルトニウムを爆縮させなければならない。爆薬に温度勾配が生じてはならない。これらのプロセスに1つでもミスがあると、爆縮に問題が生じ設計された核爆発規模に比べて小さな核爆発で終わってしまう。
核弾頭にニュートリノのビームを照射する事によって、この不完全核爆発（pre-detonation）を人為的に誘発させ、核兵器を無力化する事が、原理的には可能ではないか？とする議論がある（ハンス・ベーテ、菅原寛孝等）。

## ガンバレル型の問題
適切かつ十分な量のウラニウムがあれば、広島に落とされたリトルボーイ（砲弾型、ガンバレル型）核爆弾は長崎に落とされたファットマン（爆縮型、インプロージョン方式）核爆弾に比べて構造が単純で製作が比較的簡単である。ウラニウムの精製過程は比較的手間がかかるため、核兵器用の核物質としてはプルトニウムの方が可能であれば望まれる。
ガンバレル型とは、核分裂物質を各々が臨界量以下の2つの塊に分けておいて、2つが合わされば臨界量を超えるだけの量を使用する。片方を火薬の力でもう片方に打ち込むことで臨界量を超える1つの塊とする方式である。プルトニウムの同位体には、核兵器の材料として適しているPu-239と不適なPu-240が混ざって存在する。今のところPu-240をうまく分離しPu-239を100%に精製する方法は見つかっていない。
Pu-240が高い確率で自発核分裂を起こす性質を持っている為、核兵器に使用するプルトニウムの中に1%でもPu-240が含まれていれば、その核分裂反応は純粋なPu-239で構成されていたときと比べて予定外に早くに始まってしまう。
これはガンバレル型の打ち込む速度程度ではPu-240の高い自発核分裂速度に対抗できないためで、このままでは中心に近い部分のプルトニウムだけが核分裂反応をはじめてしまい、周囲のプルトニウムが核反応に寄与する前に、強力な核エネルギーの放射によって周囲を吹き飛ばしてしまう。これでは当初予定していた威力を下回った爆発しか起きなくなってしまう。これを避けるためにPu-240がたとえ含まれていようと、周囲のプルトニウムが吹き飛ばされる前に十分に早く周囲のプルトニウムを中央へ押し固めてしまう方法がとられる。これがインプロージョン方式（爆縮型）である。詳細は「プルトニウム」の項目を参照。

## プルトニウム精製の困難さ
核兵器として用いられる、いわゆる兵器級プルトニウムでさえも、Pu-239の濃度が93パーセント以上のものであり、ましてや、通常の軽水炉の使用済み核燃料から精製して取り出される原子炉級プルトニウムではプルトニウムの50から60パーセントしかPu-239が含まれていない。
そのため、マンハッタン計画当時、Thin-man（やせ男、の意。ファットマンに対して）というコードネームでプルトニウム砲弾型原爆も平行して開発計画を立てていたアメリカは、開発をあきらめ、砲弾型はウラニウム235を材料に開発せざるを得ず、また、プルトニウム原爆では、技術的に難易度が高い爆縮型を開発するほかなかった。しかしながら、プルトニウムを核兵器として用いる際のこのような高い技術的障壁が、核兵器製造技術を拡散させないことに一役買うことになったのである。
また、プルトニウム自体、扱うには高度な技術を要する。